# Lago Alegre
El lago Alegre es una masa superficial de agua perteneciente a la cuenca del río Bravo (Mitchell) y está ubicada cerca de la frontera internacional de la Región de Aysén del General Carlos Ibáñez del Campo de Chile.

## Ubicación
Los ríos Bravo y Pascua desembocan al océano Pacífico por una zona libre de hielos entre los campos de hielo Sur y Norte que permite la entrada a la Patagonia.

## Historia
Luis Risopatrón lo describe en su Diccionario jeográfico de Chile (1924):: 17 
Alegre (Lago) 48° 00’ 72° 30’. De mediana estension, se encuentra a 375 m de altitud, al pié W del cordon limitáneo con la Arjentina; desagua hácia el W, al curso superior del rio Bravo. 134; 154; i 156.